# Chalicotherium
Chalicotherium – rodzaj prehistorycznych ssaków, żyjących w miocenie i pliocenie na terenie Eurazji (gatunki znajdowano we Francji, jak i nepalskich wzniesieniach Siwalik) i Ameryki Północnej. Zaliczane do nieparzystokopytnych zwierzę roślinożerne miało swoje przednie kończyny uzbrojone w potężne pazury ułatwiające mu – jak grabiami – obrywanie z drzew liści i gałązek oraz służące za narzędzie odstraszania napastników i do obrony. Podobne zęby do Chalicotherium miały inne wymarłe ssaki, jak przykładowo Meniscotherium; Henry Fairfield Osborn w jednym ze swoich listów do redakcji gazety Science sugeruje, że Chalicotheriidae mogły wyewoluować od Meniscotheriidae, chociaż później (1893) wnioskuje pochodzenie tego ssaka od prakopytnych, będąc pod względem morfologii podobne do tego pierwszego i prymitywnych parzystokopytnych. C. magnum z Francji był wyższy od niedźwiedzia grizzly, jego czaszka mierzyła 19 cali. Kończyny przednie były prawie dwukrotnie dłuższe od tylnych. Rodzaj cechuje się szerokimi górnymi trzonowcami. Pazury zmuszały Chalicotherium do podpierania się kłykciami palców podczas chodzenia, tak jak to robią współczesne goryle. Obecność skamieniałości Chalicotherium w Kotlinie Cajdamskiej sugeruje, że za czasów życia zwierzęcia w jego habitacie występowały tereny zalesione i słodkowodne cieki wodne, chociaż badania izotopowe sugerują, że stworzenia te mogły się przemieszczać na otwartych terenach w poszukiwaniu wody. 
Chalicotherium: gr. χαλις khalis, χαλικος khalikos „kamyk, żwir”; θηριον thērion „dzike zwierzę”, od θηρ thēr, θηρος thēros „zwierzę”.